# Institut international du théâtre

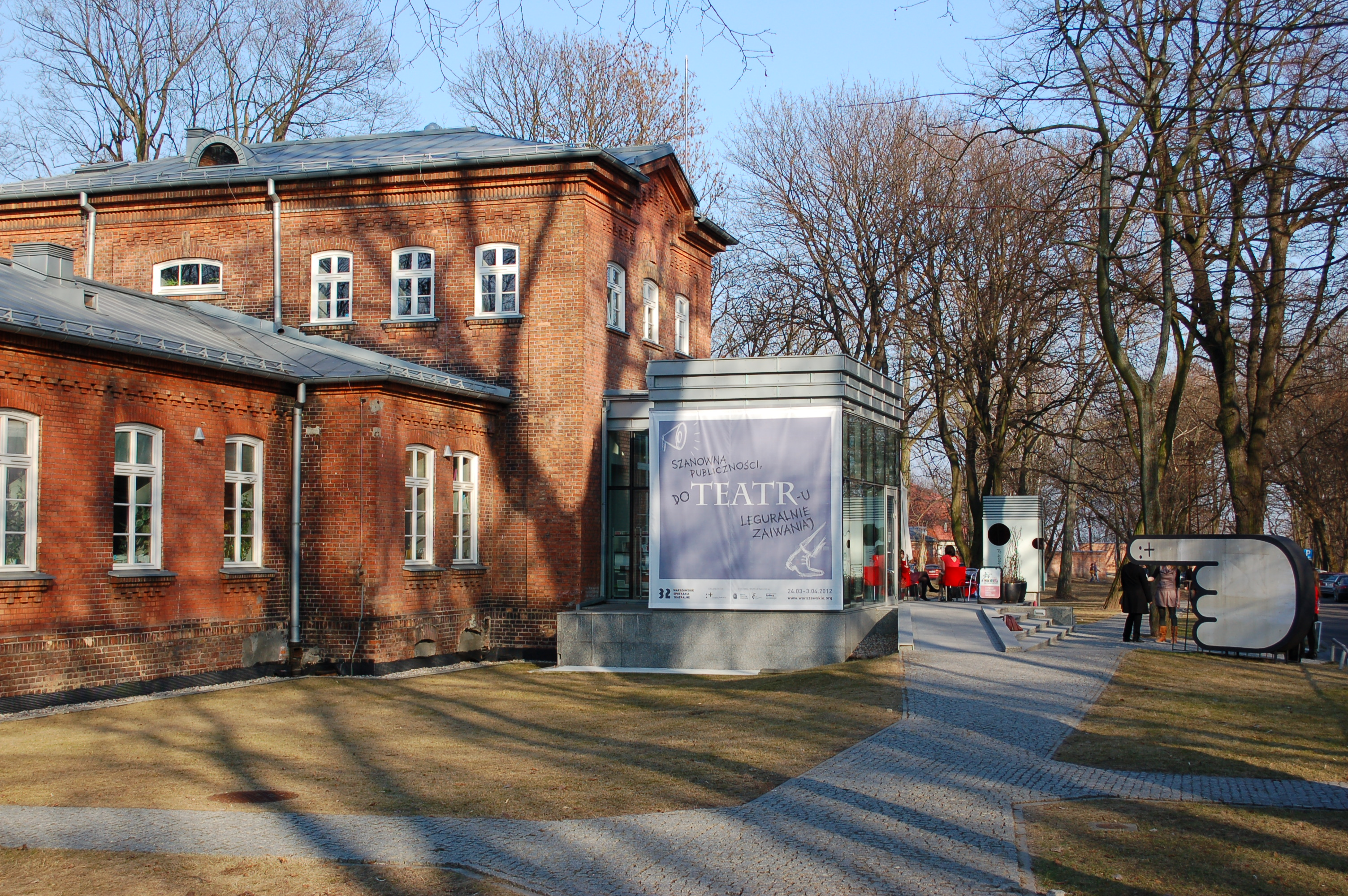
Institut du théâtre

L’Institut international du théâtre (ITI) est la plus grande organisation mondiale pour les arts de la scène, fondée en 1948 par des experts du théâtre et de la danse, et l’UNESCO. Consacré aux arts de la scène, l’ITI promeut les buts de l’UNESCO qui sont l’entente mutuelle et la paix, et défend la promotion et la protection des expressions culturelles, peu importe l’âge, le genre, la croyance ou l’ethnie. Il travaille dans ce but de façon internationale et nationale, dans les domaines de l’éducation artistique, les échanges et les collaborations internationales, et la formation . L’ITI organise la Journée internationale de la danse et la journée mondiale du théâtre chaque année à l’UNESCO, Paris ,. 

## Buts
Pour accomplir ses missions, l’Institut international du théâtre : 
- encourage les activités et la création dans le domaine des arts de la scène (théâtre, danse, théâtre lyrique) ;
- vise à développer les collaborations existantes entre les disciplines des arts de la scène et les organisations, à la fois nationales et internationales ;
- établit des bureaux internationaux et encourage la création de Centres de l’ITI dans tous les pays ;
- collecte des documents, diffuse tout type d’information et produit des publications dans le domaine des arts de la scène ;
- coopère activement au développement du « Théâtre des Nations » et encourage et coordonne l’organisation de congrès de théâtre, ateliers et rencontres d’experts, tout autant que de festivals, expositions et concours, à la fois au niveau régional et interrégional, en coopération avec ses membres ;
- défend le libre développement des arts de la scène et contribue à la protection des droits des professionnels des arts de la scène.

## Organisation
L’ITI est un réseau évolutif avec actuellement environ 92 centres et une vingtaine de membres coopérants. Un Centre est composé de professionnels actifs dans la vie théâtrale de leur pays et représentatifs de toutes les branches des arts de la scène. Ses activités sont menées à la fois au niveau national et international. (^ http://www.tcg.org/international/iti/itiworld.cfm)
L’ITI a aussi mis en place plusieurs comités (ou Forums et Groupes) afin de se concentrer sur des domaines spécialisés des arts de la scène, comme le Comité de la Communication (ComCom), le Forum international du monodrame (IMF) ou le Comité international de la danse (IDC). 